# U-Bahnhof Rüdesheimer Platz

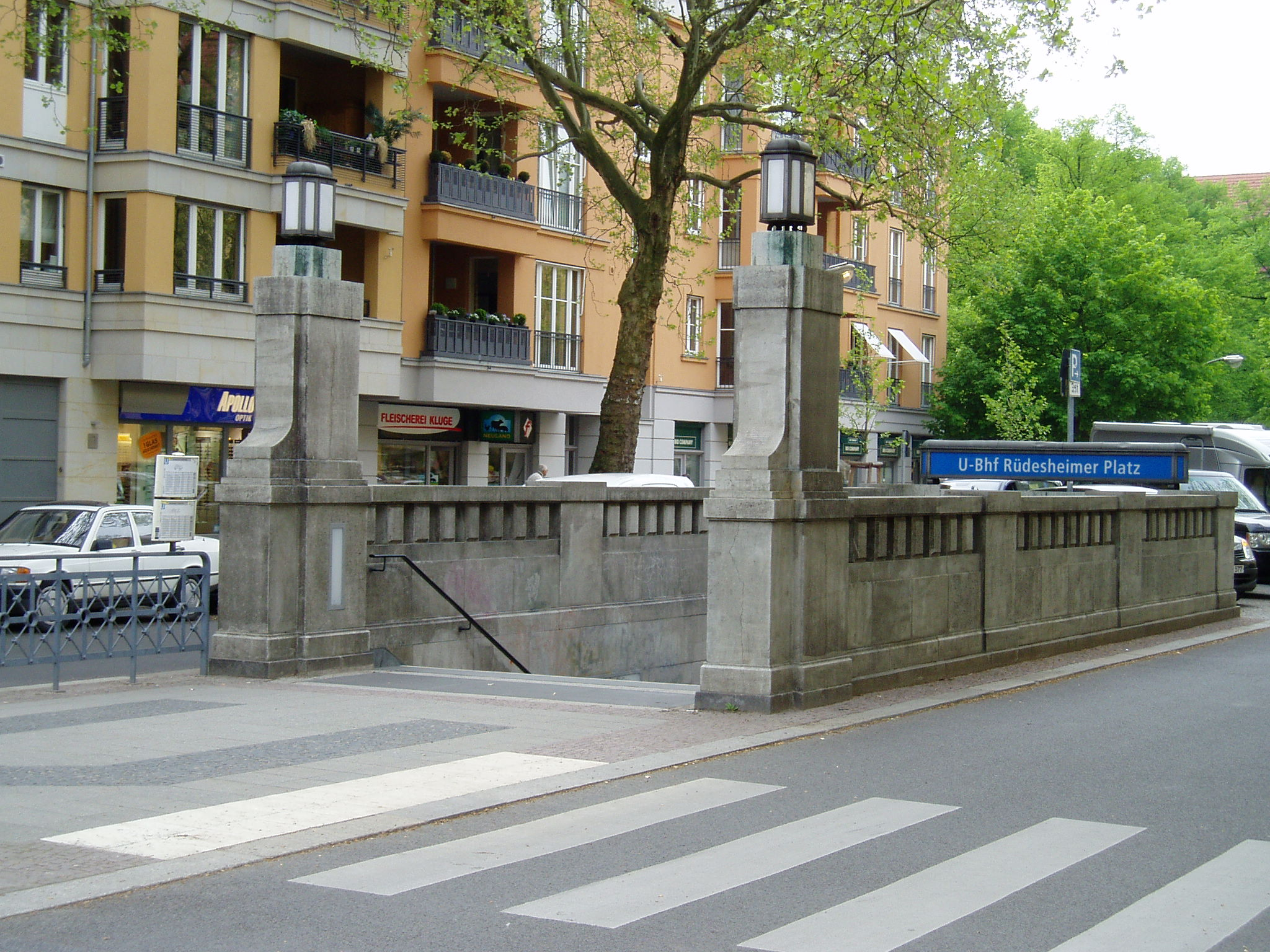
Nördlicher Bahnhofseingang, Homburger Straße

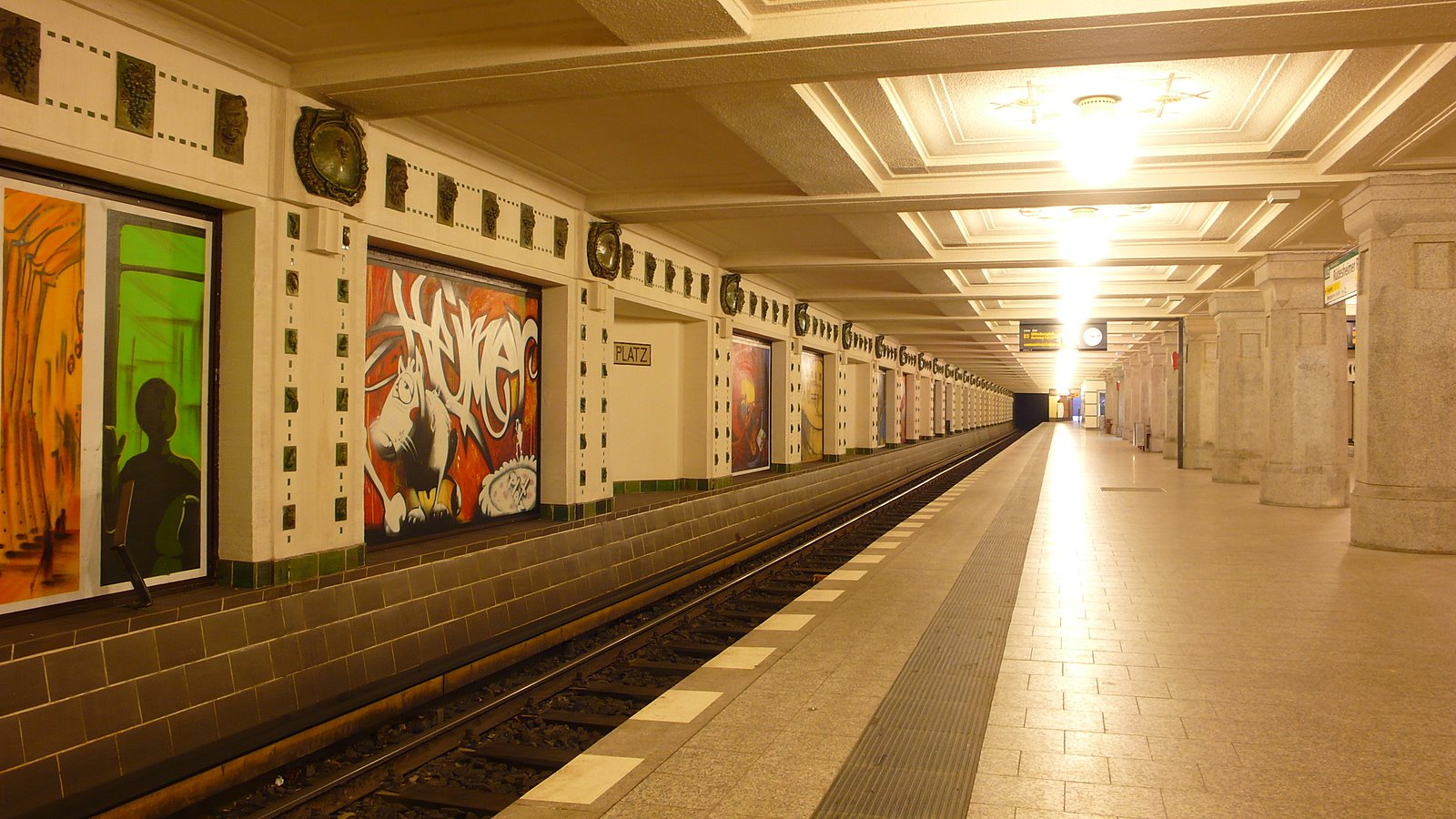
Bahnsteig

Der U-Bahnhof Rüdesheimer Platz ist ein Berliner Bahnhof der U-Bahn-Linie U3 im Ortsteil Wilmersdorf des Bezirks Charlottenburg-Wilmersdorf und liegt unter der Rüdesheimer Straße im Rheingauviertel. Die ursprünglich betreibende Hochbahngesellschaft nahm den Betrieb des Bahnhofs gemeinsam mit der restlichen Strecke Wittenbergplatz – Thielplatz am 12. Oktober 1913 auf.

## Geschichte
Der U-Bahnhof Rüdesheimer Platz entstand im Rahmen des Baus der Wilmersdorf-Dahlemer-Untergrundbahn zwischen Wittenbergplatz und Thielplatz im Süden der Domäne Dahlem. Da die Stadt Wilmersdorf aus Prestigegründen großen Wert auf eine repräsentative Gestaltung der Bahnhöfe legte, beauftragte sie den Architekten Wilhelm Leitgebel damit.
Leitgebel, der auch die Nachbarbahnhöfe Breitenbachplatz und Heidelberger Platz entwarf, wählte für die Untergrundstation vornehmlich Motive des Weinanbaus; die benachbarten Straßennamen des Rüdesheimer Platzes sollen ihn dazu inspiriert haben. In der Bahnsteig-Mittelachse stehen achteckige Granitpfeiler mit runden Stützen, die die verputzte Kassettendecke tragen. Jeweils in einer Kassette sind die Leuchtelemente montiert, umgeben von Mosaiken. Die Bahnsteigwände bestehen jeweils aus Nischen, dabei abwechselnd flache, als Werbeflächen gedachte Nischen, und halbrunde, die die aus Mosaiken bestehenden Stationsschilder tragen. Die Bahnsteigwände werden jeweils von einem dunkelgrünen Keramikstreifen abgeschlossen. Für die ebenfalls angebrachten, kleinen Plastiken aus Keramik (Weinlaub, Trauben, Insekten und Kriechtiere; alles zum Thema Leben in einem Weinberg) war der Bildhauer Martin Meyer-Pyritz verantwortlich.
Die beiden Zugänge, gelegen auf einer Mittelinsel in der Rüdesheimer Straße, gestaltete Wilhelm Leitgebel mit steinernen Treppenumwehrungen und jeweils zwei mit Lampen ausgestatteten Pylonen. Für die aus Metall bestehenden Zugangstore wählte Leitgebel Andreaskreuze, Rosetten und Weintrauben als Gestaltungsmerkmale.
Zeitgleich mit dem Bau des Bahnhofs fand auch die Umgestaltung des oberirdischen Platzes statt. Die durch Paul Jatzow zwischen 1910 und 1914 verwirklichten Pläne rückten den neuen Bahnhof nun in die Mitte des von drei- und viergeschossigen Häusern gesäumten Viertels.
Im Zweiten Weltkrieg erlitt der Bahnhof Bombenschäden. Hauptsächlich waren die Eingänge betroffen, die nach 1945 – ebenso wie der gesamte Bahnhof – vereinfacht wiederaufgebaut wurden. Bei einer Generalsanierung in den Jahren 1987 und 1988 versetzten die Berliner Verkehrsbetriebe (BVG) den Bahnhof größtenteils wieder in den Ursprungszustand zurück. Zudem wurden die ausgestellten Bilder mit Weinbaumotiven des Fotografen Siegfried Sage durch Gemälde der Künstlerin Sonja Maria Kantig ersetzt. 2006/2007 fand eine weitere Sanierung statt, die BVG ersetzte den Bodenbelag aus Asphaltplatten durch helle – mit einem Blindenleitsystem versehene – Granitplatten und erneuerten Fliesen, Anstriche und Putz für etwa eine Million Euro. Des Weiteren erhielt das Abfertigungshäuschen in der Mitte des Bahnhofs Emailleplatten zum Schutz gegen Vandalismus. Von der ursprünglichen Ausstattung finden sich noch drei hölzerne Doppelbänke sowie im südlichen Eingangsbereich das ehemalige Kassenhäuschen.
Ein Aufzug zwischen der Straßenebene und dem Bahnsteig wurde am 20. Juni 2019 eröffnet, der Bahnhof ist seitdem barrierefrei zugänglich. Die Arbeiten begannen im Mai 2018, die Baukosten beliefen sich auf rund 1,2 Millionen Euro.

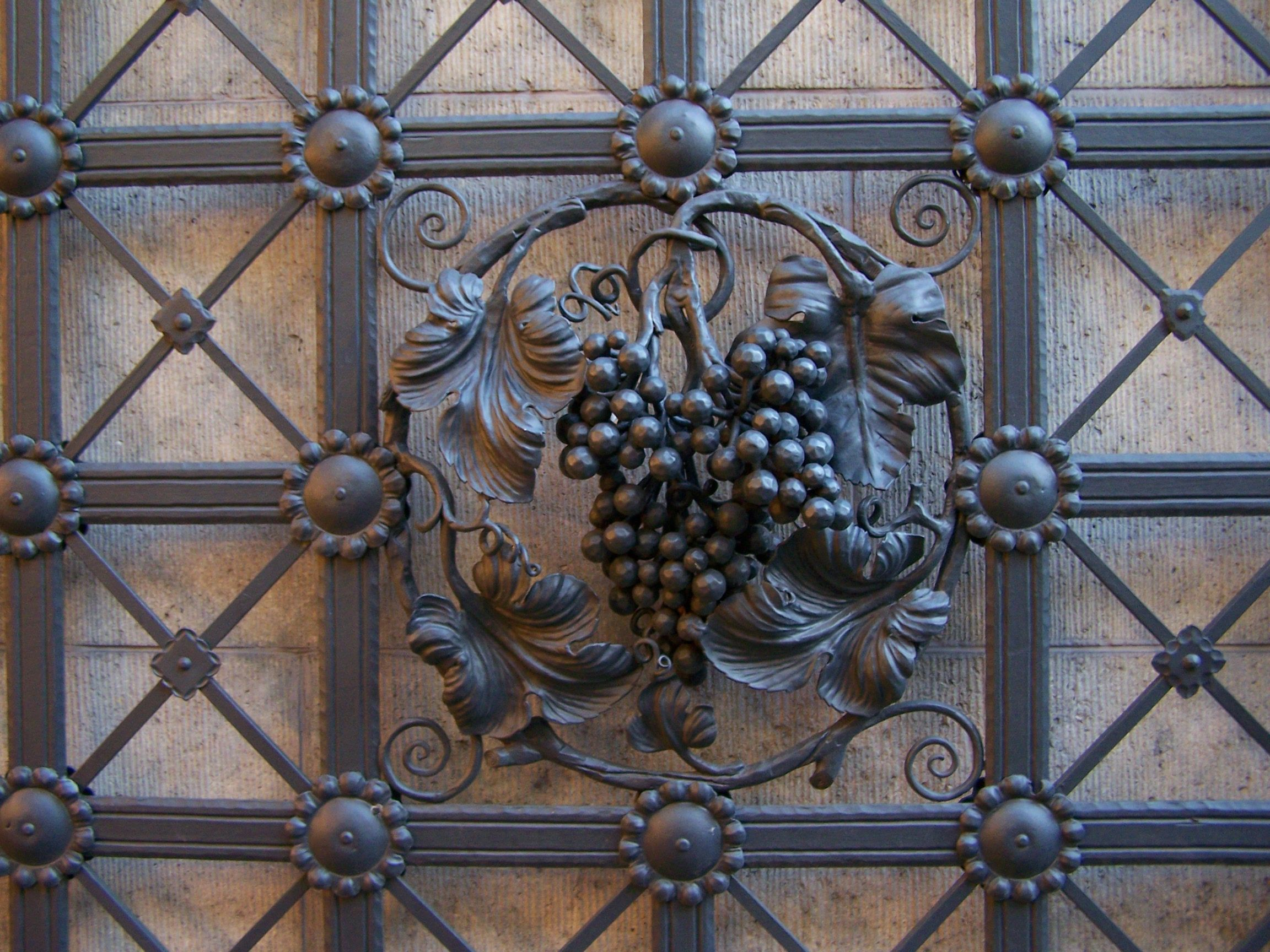
Schmuckgitter am südlichen Zugang des Bahnhofs
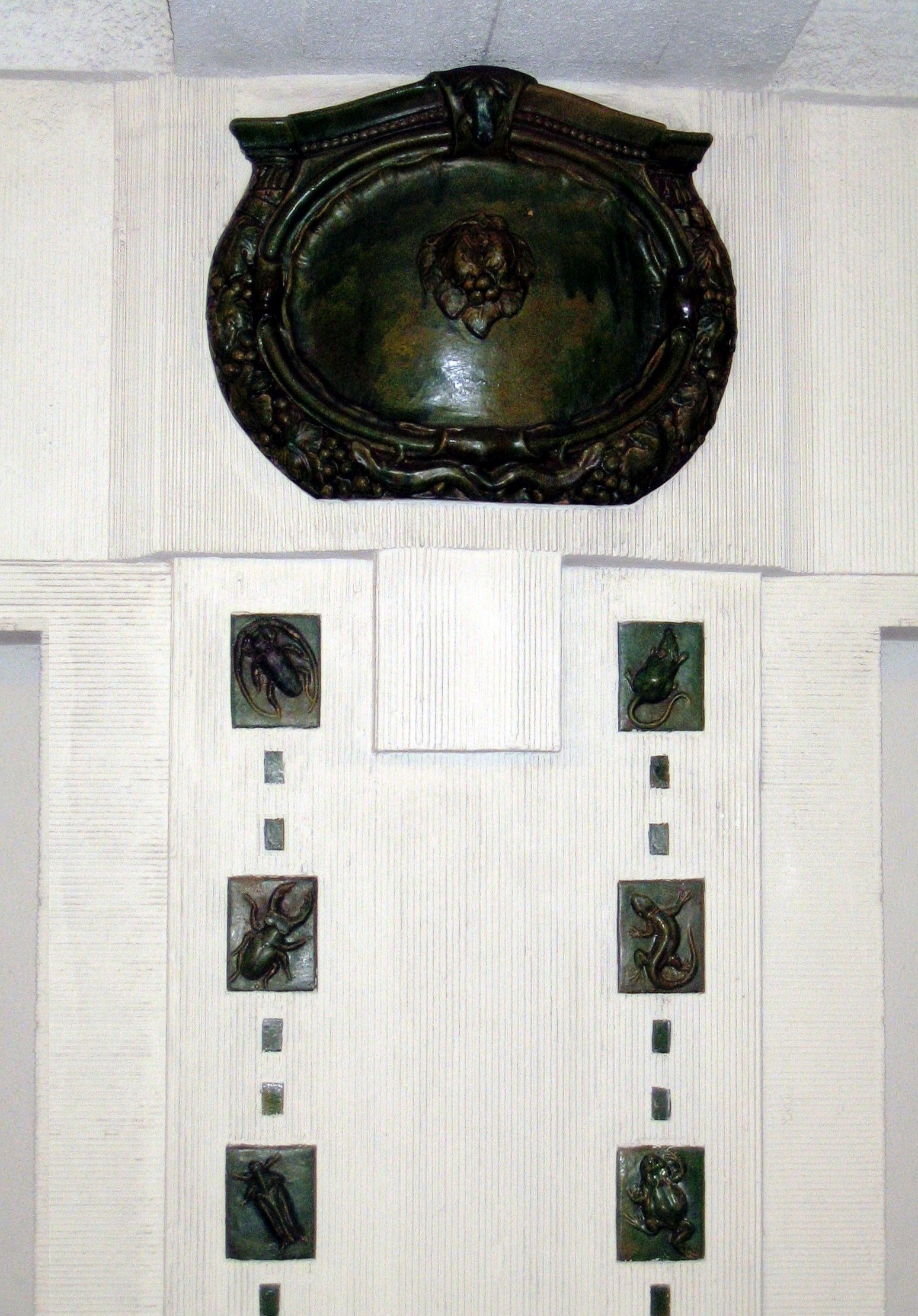
Wanddekor (Detail)
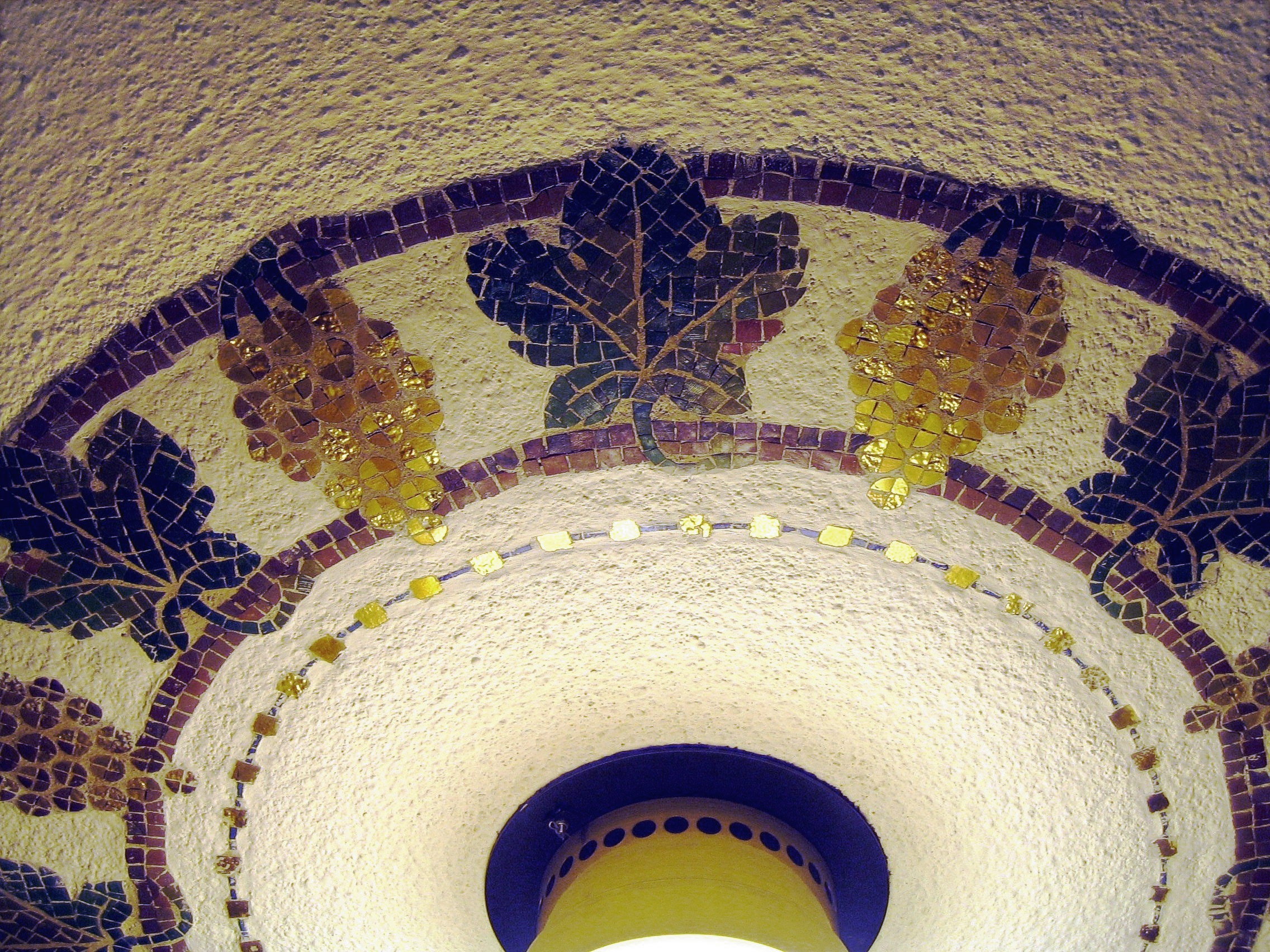
Lampeneinfassung
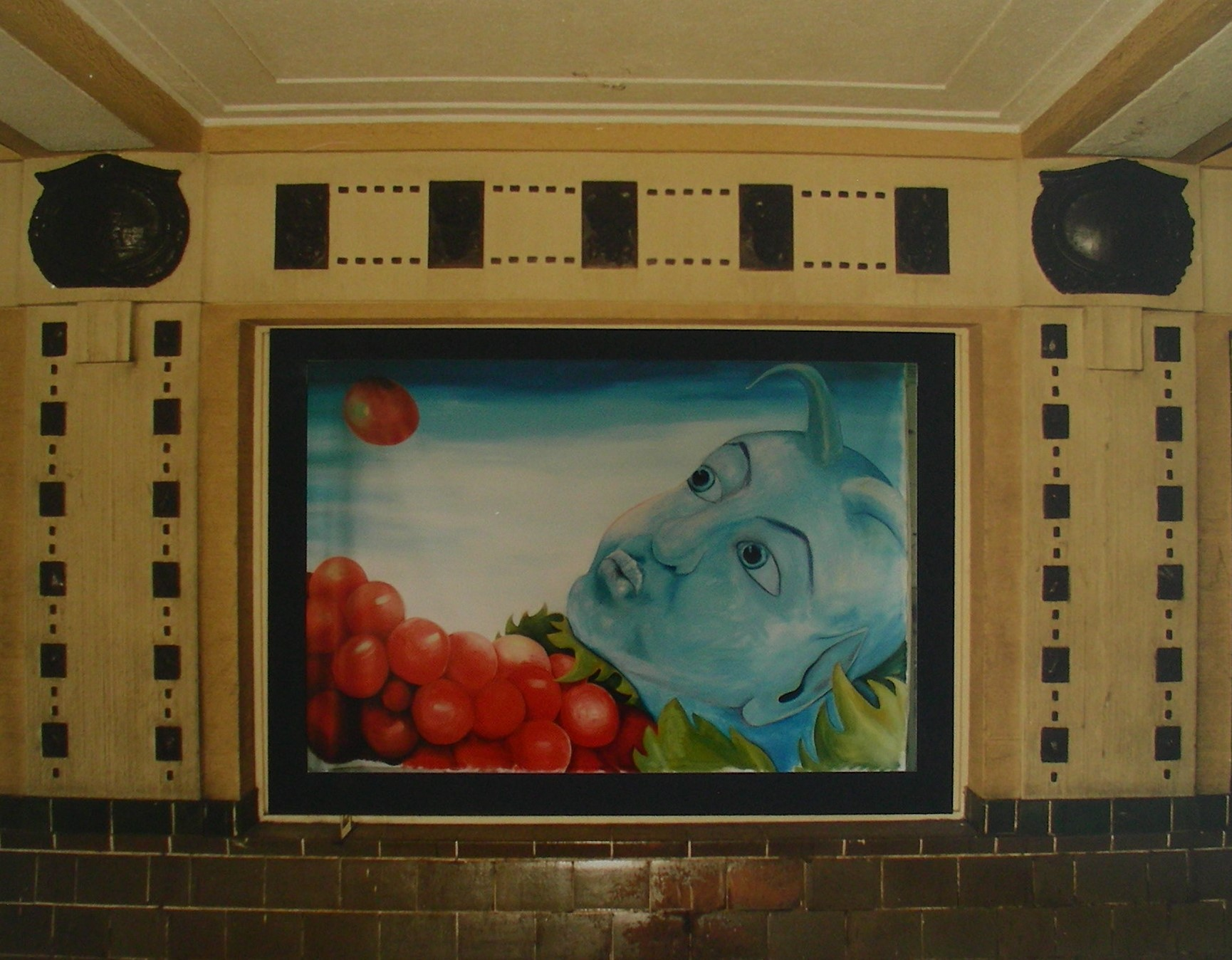
Junger Faun (Wandgemälde von Sonja Maria Kantig)
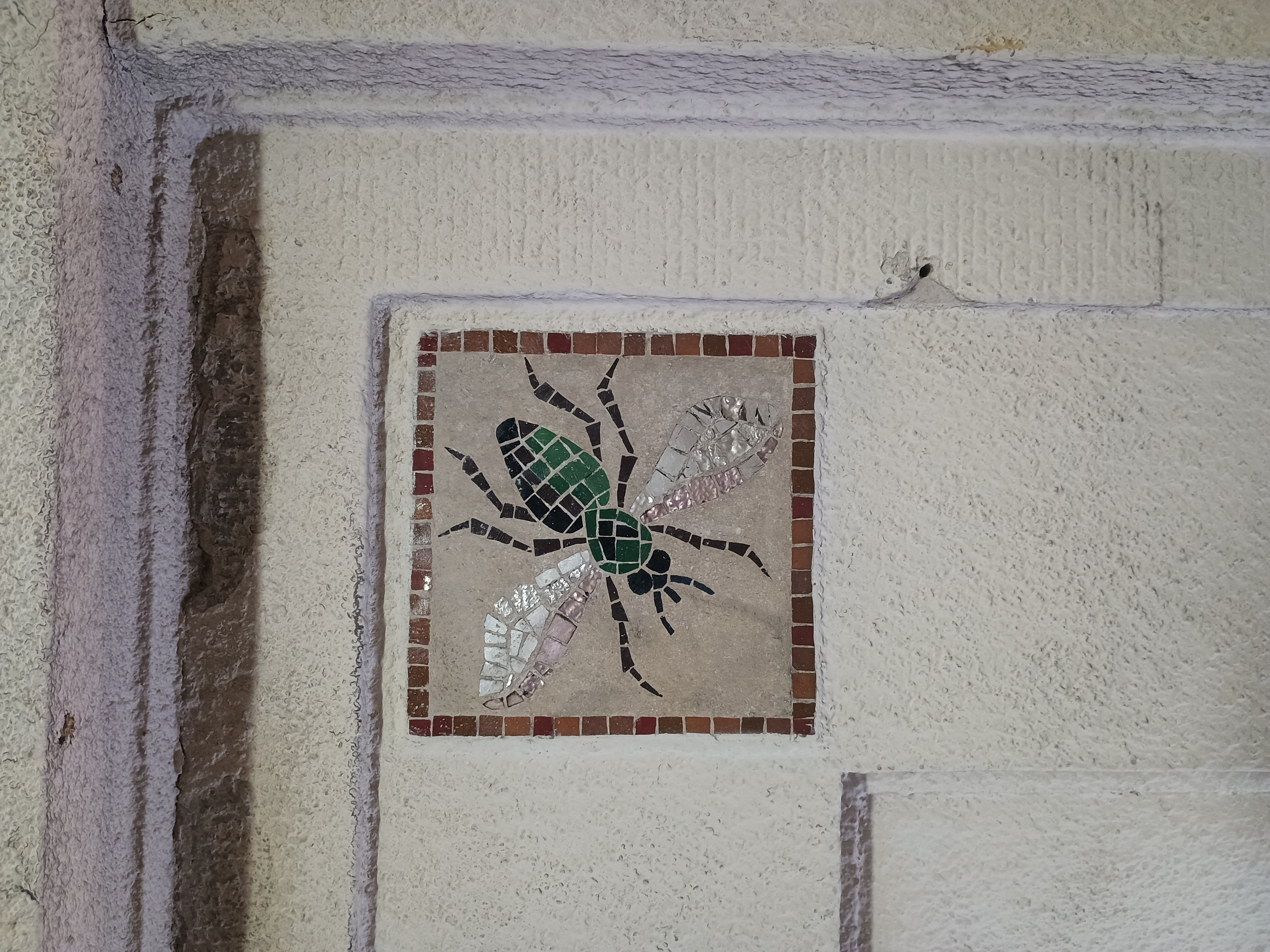
Mosaik eines Insekts

## Anbindung
| Linie | Verlauf |
| ----- | --- |
|       | Warschauer Straße – Schlesisches Tor – Görlitzer Bahnhof – Kottbusser Tor – Prinzenstraße – Hallesches Tor – Möckernbrücke – Gleisdreieck – Kurfürstenstraße – Nollendorfplatz – Wittenbergplatz – Augsburger Straße – Spichernstraße – Hohenzollernplatz – Fehrbelliner Platz – Heidelberger Platz – Rüdesheimer Platz – Breitenbachplatz – Podbielskiallee – Dahlem-Dorf – Freie Universität (Thielplatz) – Oskar-Helene-Heim – Onkel Toms Hütte – Krumme Lanke |

Am U-Bahnhof bestehen Umsteigemöglichkeiten von der Linie U3 zur Omnibuslinie 186 der BVG.